# Juli Zeh
Juli Zeh (Bonn, 30. lipnja 1974.), njemačka književnica.
Zeh je studirala pravo u Passau, Leipzigu i Krakovu (Poljska). Napisala je knjige "Adler und Engel" (Orao i anđeo), "Die Stille ist ein Geräusch" i "Kleines Konversationslexikon für Haushunde".
Godine 2001. Zeh je putovala u Bosnu i Hercegovinu nakon čega je napisala knjigu "Die Stille ist ein Geräusch".